# 영토방위군 (유고슬라비아)
영토방위군(세르비아어: Територијална Oдбрана, 세르보크로아트어: Teritorijalna odbrana, TO)은 구 유고슬라비아 사회주의 연방 공화국의 군사 조직으로 유고슬라비아 헌법에 따른 국내 주요 방위 조직이었다. 영토방위군은 타 국의 예비역이나 내무군 준군사조직과 같은 역할을 하였다. 유고슬라비아의 정규군에 해당하는 유고슬라비아 인민군과 독립된 자체적인 군사조직을 가지고 있었다. 헌법상 유고슬라비아의 대통령직이 지휘하였으며 유고슬라비아 인민군과 영토방위군의 최고사령관 역할을 하였다.

## 수립
유고슬라비아는 1969년 유고슬라비아의 효율적인 영토방어와 정규군과의 지원 및 협력을 위한 제2군 역할을 위해 영토방위군이 수립되었다. 영토방위군은 유고 인민군과 함께 유고슬라비아의 양대 군 역할을 하였다. 영토방위군은 유고슬라비아 내 각 공화국별로 배치되었다.

## 같이 보기
- 유고슬라비아 인민군
- 유고슬라비아 파르티잔
- 슬로베니아 공화국 영토방위군
- 보스니아 헤르체고비나 공화국 영토방위군